# Ситник узбережний
Ситник узбережний (Juncus littoralis) — вид рослин із родини ситникових (Juncaceae), що зростає на півдні Європи, у Північній Африці й Західній Азії.

## Біоморфологічний опис
Багаторічна трава, 40–100 см заввишки. Кореневище коротке, товсте. Стебла 1.5–3 мм ушир, жорсткі, злегка смугасті, з 2–6 прикореневими листками. Листки всі з пластинами; піхви ± відкриті, червонувато-коричневі, блискучі; пластини ≈ 40 см × 2.5 мм, дуже схожі на стебло, циліндричні, гострі. Суцвіття 5–20 см, псевдобічне, багатоквіткове, від щільного до помірно нещільного, часто з кількома гілками. Базальні приквітки добре розвинені, хоча зазвичай короткі. Листочки оцвітини темно-коричневі, довгасті; зовнішні — тупі, ± помітно кілеподібні біля основи; внутрішні — зазвичай довші. Тичинок 6, коротші за оцвітину. Коробочка від кулястої до яйцеподібно-трикутної, 2.5–4 мм, на вершині пірамідальна, темно-коричнева. Насіння 20–60 на коробочку, 1.5–2 мм. Період цвітіння: квітень — червень. 2n = 48.

## Середовище проживання
Зростає на півдні Європи, у Північній Африці й Західній Азії.
Населяє морські піски та береги засолених озер.
В Україні вид зростає на літоралях — по берегах Чорного моря.